# Староборискино
Старобори́скино (рос. Староборискино) — село у складі Сєверного району Оренбурзької області, Росія.

## Населення
Населення — 494 особи (2010; 585 у 2002).
Національний склад (станом на 2002 рік):
- мордва — 85 %